# Ösophagusperforation
Als Ösophagusperforation wird der Durchbruch der Speiseröhre (lat. Oesophagus) bezeichnet. Eine solche Perforation erfordert meist einen sofortigen operativen Verschluss. Die Sterblichkeitsrate liegt etwa bei 10–30 %. Insgesamt tritt die Erkrankung selten auf.

## Ursachen
Es gibt verschiedenste Ursachen für eine Ösophagusperforation. Am häufigsten ist der Durchbruch der Speiseröhre durch medizinische Maßnahmen (iatrogen), meist Spiegelungen, bedingt. Andere Ursachen sind verschluckte Fremdkörper, schwere Refluxerkrankung oder die spontane Ruptur (Zerreißung), welche auch als Boerhaave-Syndrom bezeichnet wird.

## Klinisches Bild und Diagnostik

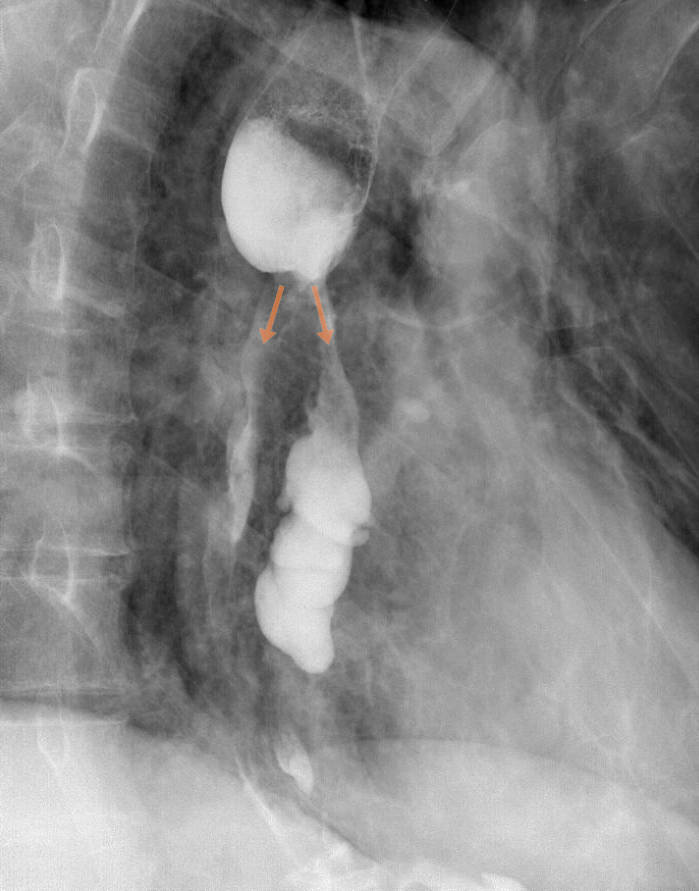
Akzidentelle Perforation der Speiseröhre bei einer Endoskopie bei einem Karzinom. Man sieht, dass sich das Kontrastmittel über zwei Wege nach unten verteilt: in das Lumen der Speiseröhre und in den Mediastinalraum.

Die Symptome der Ösophagusperforation sind vielfältig. Sie umfassen Schmerz, Bluterbrechen (Hämatemesis), Kreislaufreaktionen (Tachykardie, Hypotension bis zum Schock) und unter Umständen ein Hautemphysem (freie Luft unter der Haut), das insbesondere bei Rupturen im Halsbereich auftritt. Die Symptomatik ist sehr variabel und von Lokalisation und Ausmaß der Ruptur abhängig.
Der Großteil der Fälle kann durch eine Röntgenaufnahme des Thorax erkannt werden. Luft im Mediastinum (Mittelfell) mit Verbreiterung desselben, Hautemphysem, sowie Flüssigkeitsspiegel im Mediastinum oder ein Sero-/Pneumothorax bei Rupturen im unteren Ösophagusdrittel sind Hinweise auf eine Perforation. Auch ein exsudatbedingter Pleuraerguss kann im Rahmen einer Ösophagusperforation entstehen. Weiterführende Verfahren sind Kontrastmittelaufnahmen oder eine Darstellung in der Computertomografie. Endoskopische Untersuchungen können hilfreich sein, unter Umständen die Perforationsstelle aber übersehen.

## Therapie
In der Regel ist ein operativer Verschluss der Eröffnung notwendig. Zusätzlich wird ein ausgeglichener Flüssigkeitshaushalt durch die Gabe von Infusionen angestrebt und eine prophylaktische Antibiotikagabe durchgeführt. Bei einer Ruptur bei Vorerkrankungen der Speiseröhre (schwere Entzündungen, Megaösophagus, Karzinome, Verätzungen) wird eine Resektion des betroffenen Abschnittes durchgeführt. Ein konservatives Vorgehen (ohne Operation) ist in Einzelfällen bei kleinen, unkomplizierten Einrissen möglich. Nach dem Verschluss der Ruptur ist eine langfristige Kontrolle auf Strikturen, Refluxerkrankungen und Karzinome notwendig.

## Quelle
- J. B. Zwischenberger, C. Savage, A. Bidani: Surgical aspects of esophageal disease: perforation and caustic injury. In: Am J Respir Crit Care Med. 2002 Apr 15;165(8), S. 1037–1040. Review. PMID 11956041